# Саликов, Вячеслав Алексеевич
Вячесла́в Алексе́евич Са́ликов (1948—2008) — хозяйственный деятель, инженер-авиастроитель, доктор технических наук (2000), профессор (2000), лауреат Государственной премии РФ (2000), лауреат премии «Золотой фонд ВО» (2001). Почётный гражданин Воронежа (2008; посмертно).

## Биография
Вячеслав Алексеевич родился в семье служащих.
В 1963 году поступил в Воронежский авиационный техникум им. В. П. Чкалова. По окончании техникума с 1967 по 1968 год работал слесарем-сборщиком летательных аппаратов на Воронежском авиационном заводе.
С 1968 по 1971 год служил в ВМФ СССР. Вернувшись на предприятие, без отрыва от производства в 1978 году окончил Воронежский политехнический институт. С 1984 по 1986 год являлся секретарем парткома завода. С 1986 по 1998 год работал главным инженером.
В июне 1998 года Советом директоров ОАО «ВАСО» назначен генеральным директором воронежского самолетостроительного предприятия. 3 октября 2005 года Саликов был назначен заместителем генерального директора по производству ОАО «Ильюшин Финанс».
При непосредственном участии В. А. Саликова строились самолёты Ан-12,Ту-128, Ту-144. В 1980 году он возглавил сборочное производство широкофюзеляжных самолетов Ил-86. Под его руководством сборочный цех в кратчайшие сроки стал передовым на заводе. Позднее Саликов, как опытный специалист и руководитель стал начальником производства важнейших агрегатов для стратегических бомбардировщиков Ту-160. Став в 1986 году главным инженером завода Саликов возглавил освоение производства самолетов Ил-96. Под его руководством была проделана большая работа, увенчавшаяся получением сертификата и свидетельства об одобрении производства Ил-96-300 на ВАСО. За создание дальнего магистрального пассажирского самолета Ил-96-300 с двигателями ПС-90А Саликову в 2000 году присвоено звание Лауреата Государственной премии в области науки и техники.
С 1999 года Саликов заведовал кафедрой самолетостроения в Воронежском государственном политехническом университете, защитил в 2000 году докторскую диссертацию, был профессором, академиком МИА. В последнее время Саликов возглавил Дирекцию по проекту нового регионального самолета Ан-148.
Жизнь В. А. Саликова трагически оборвалась 17 июля 2008 года, за 1,5 месяца до 60-летия. Утром, по пути на работу он погиб в автокатастрофе вместе с супругой Людмилой Васильевной. Похоронен на Коминтерновском кладбище г. Воронежа.

## Память

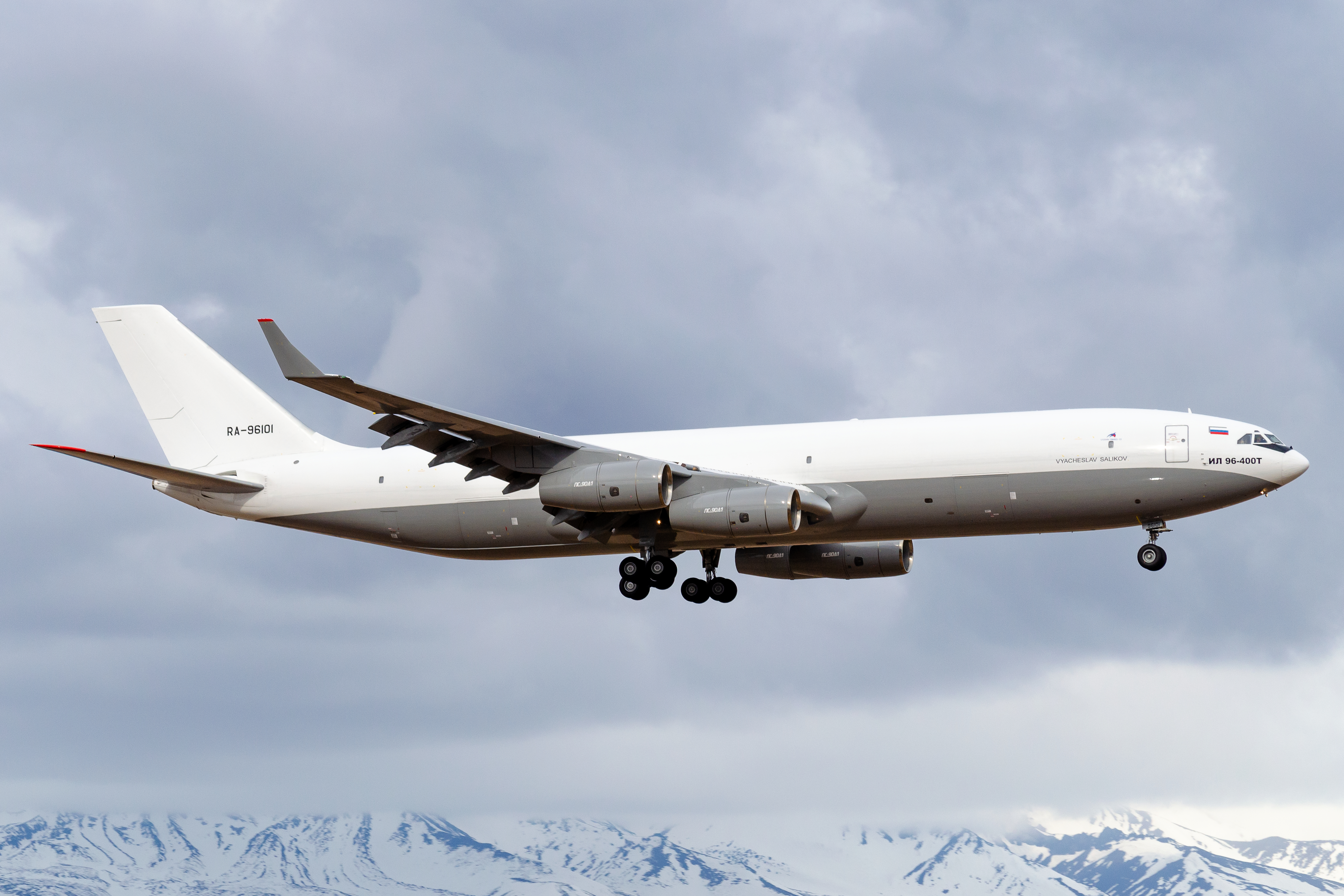
Ил-96-400Т RA-96101 «Вячеслав Саликов»

- Имя В. А. Саликова носит Ил-96-400Т RA-96101 авиакомпании «Sky Gates».
- 8 сентября 2008 года ему посмертно присвоено звание «почётный гражданин города Воронежа».
- 15 июля 2009 года на здании заводоуправления ОАО «ВАСО» была торжественно открыта мемориальная доска Саликову Вячеславу Алексеевичу.
- В 2013 году в Левобережном районе города Воронежа скверу присвоено наименование «Сквер им. В. А. Саликова».